# Alcatel Mobile
Alcatel Mobile, chiamata precedentemente Alcatel Mobile Phones e Alcatel OneTouch, è una azienda franco-cinese attiva nel settore dell'elettronica e della telefonia, con sede a Shenzhen e Nanterre, appartenente al gruppo Nokia.
L'attuale proprietaria della società è la Nokia, ma i prodotti con il marchio Alcatel sono in licenza alla cinese TCL Technology. Il marchio Alcatel è stato concesso in licenza nel 2005 dall'ex azienda francese di elettronica e telecomunicazioni Alcatel-Lucent alla TCL, che produce telefoni cellulari e altri dispositivi con marchio Alcatel; l'attuale licenza scade alla fine del 2024. Nokia ha acquisito le attività inerenti al settore della produzione di telefoni cellulari dalla Alcatel-Lucent nel 2016 e ne ha ereditato gli accordi pregressi di licenza per il marchio Alcatel.

## Riconoscimenti
Nel 2012 Alcatel Mobile ha vinto International Forum Design iF design Award per il One Touch 818 e Onetouch 355 Play.